# Habu Gumel
Habu Gumel (né le 1er avril 1949) est un dirigeant sportif nigérian, membre du Comité international olympique depuis 2009.
Il est notamment président de la Fédération de volleyball du Nigeria depuis 1988.